# Kristien Kemmer
Pour les articles homonymes, voir Shaw.
Kristien Kemmer (née le 25 juillet 1952) est une joueuse de tennis américaine, professionnelle dans les années 1970. Elle est aussi connue sous son nom de femme mariée, Kristien Shaw-Kemmer.

## Palmarès

### Finales en simple dames
| No | Date       | Nom et lieu du tournoi                   | Catégorie | Surface      | Vainqueure          | Score         |          |
| -- | ---------- | ---------------------------------------- | --------- | ------------ | ------------------- | ------------- | -------- |
| 1  | 10-11-1970 | Queensland State Open, Brisbane          |           | Gazon (ext.) | Evonne Goolagong    | 6-3, 6-2      |          |
| 2  | 20-12-1970 | South Australian Championships, Adélaïde |           | Gazon (ext.) | Olga Morozova       | 6-4, 4-6, 9-7 | Parcours |
| 3  | 12-06-1977 | Scottish Championships, Édimbourg        |           | Gazon (ext.) | Martina Navrátilová | 2-6, 9-8, 7-5 | Parcours |

### Titres en double dames
| No | Date       | Nom et lieu du tournoi        | Catégorie | Dotation | Surface         | Partenaire    | Finalistes                          | Score   |          |
| -- | ---------- | ----------------------------- | --------- | -------- | --------------- | ------------- | ----------------------------------- | ------- | -------- |
| 1  | 07-05-1973 | Toray Sillook Tokyo           |           | 30 000 $ | Moquette (int.) | Laura duPont  | Nancy Richey-Gunter Karen Krantzcke | 8-6     | Parcours |
| 2  | 18-08-1975 | Tennis Week Open South Orange |           | NC       | Terre (ext.)    | Greer Stevens | Kathleen Harter Kathy May           | Forfait | Parcours |

### Finales en double dames
| No | Date       | Nom et lieu du tournoi                  | Catégorie | Dotation  | Surface         | Vainqueures                       | Partenaire         | Score    |          |
| -- | ---------- | --------------------------------------- | --------- | --------- | --------------- | --------------------------------- | ------------------ | -------- | -------- |
| 1  | 11-06-1973 | German Open Hambourg                    |           | NC        | Terre (ext.)    | Helga Masthoff Heide Schildknecht | Laura Rossouw      | 6-1, 6-2 | Parcours |
| 2  | 03-01-1977 | Virginia Slims of Washington Washington |           | 100 000 $ | Moquette (int.) | Martina Navrátilová Betty Stöve   | Valerie Ziegenfuss | 7-5, 6-2 | Parcours |

### Finale en double mixte
| No | Date       | Nom et lieu du tournoi                  | Catégorie | Dotation  | Surface         | Vainqueures                     | Partenaire     | Score    |          |
| -- | ---------- | --------------------------------------- | --------- | --------- | --------------- | ------------------------------- | -------------- | -------- | -------- |
| 1  | 22-11-1977 | Gunze Classic Invitational Tokyo & Kobe |           | 125 000 $ | Moquette (int.) | Billie Jean King Manuel Orantes | Cliff Drysdale | 6-4, 6-4 | Parcours |

## Parcours en Grand Chelem (partiel)

### En simple dames
| Année | Open d'Australie (janvier) | Open d'Australie (janvier) | Internationaux de France | Internationaux de France | Wimbledon       | Wimbledon        | US Open         | US Open        | Open d'Australie (décembre) | Open d'Australie (décembre) |
| ----- | -------------------------- | -------------------------- | ------------------------ | ------------------------ | --------------- | ---------------- | --------------- | -------------- | --------------------------- | --------------------------- |
| 1969  | -                          | -                          | -                        | -                        | -               | -                | 1er tour (1/32) | Virginia Wade  | n/a                         | n/a                         |
| 1970  | -                          | -                          | -                        | -                        | -               | -                | 1er tour (1/32) | Lesley Hunt    | n/a                         | n/a                         |
| 1971  | -                          | -                          | -                        | -                        | 2e tour (1/32)  | Evonne Goolagong | 2e tour (1/16)  | Eliza Pande    | n/a                         | n/a                         |
| 1972  | -                          | -                          | -                        | -                        | 1er tour (1/64) | Kerry Harris     | 1er tour (1/32) | Olga Morozova  | n/a                         | n/a                         |
| 1973  | -                          | -                          | 2e tour (1/16)           | Pat Pretorius            | 4e tour (1/8)   | Rosie Casals     | 3e tour (1/8)   | Rosie Casals   | n/a                         | n/a                         |
| 1974  | -                          | -                          | -                        | -                        | 4e tour (1/8)   | Evonne Goolagong | 1er tour (1/32) | Mima Jaušovec  | n/a                         | n/a                         |
| 1976  | -                          | -                          | -                        | -                        | -               | -                | 3e tour (1/16)  | Terry Holladay | n/a                         | n/a                         |
| 1977  | -                          | -                          | -                        | -                        | 2e tour (1/32)  | Terry Holladay   | 1er tour (1/64) | Florenta Mihai | -                           | -                           |
| 1978  | n/a                        | n/a                        | -                        | -                        | -               | -                | 1er tour (1/64) | Carrie Meyer   | -                           | -                           |

À droite du résultat, l’ultime adversaire.

### En double dames
| Année | Open d'Australie (janvier) | Open d'Australie (janvier) | Internationaux de France    | Internationaux de France  | Wimbledon                    | Wimbledon                   | US Open                      | US Open                   | Open d'Australie (décembre) | Open d'Australie (décembre) |
| ----- | -------------------------- | -------------------------- | --------------------------- | ------------------------- | ---------------------------- | --------------------------- | ---------------------------- | ------------------------- | --------------------------- | --------------------------- |
| 1969  | -                          | -                          | -                           | -                         | -                            | -                           | 1er tour (1/16) M. Gengler   | S. Grant Pam Richmond     | n/a                         | n/a                         |
| 1970  | -                          | -                          | -                           | -                         | -                            | -                           | 1/4 de finale S. Defina      | M. Smith Judy Tegart      | n/a                         | n/a                         |
| 1971  | -                          | -                          | -                           | -                         | 3e tour (1/8) P. Reese       | Rosie Casals B. J. King     | 1er tour (1/16) P. Reese     | Lesley Hunt Kristy Pigeon | n/a                         | n/a                         |
| 1972  | -                          | -                          | 2e tour (1/8) K. Sawamatsu  | Lesley Hunt Olga Morozova | 3e tour (1/8) Julie Anthony  | Judy Tegart F. Dürr         | -                            | -                         | n/a                         | n/a                         |
| 1973  | -                          | -                          | 2e tour (1/8) Laura Rossouw | M. Smith Virginia Wade    | 2e tour (1/16) Laura Rossouw | Julie Anthony Mona Schallau | 1er tour (1/16) Laura duPont | Tory Ann Julie Heldman    | n/a                         | n/a                         |
| 1974  | -                          | -                          | -                           | -                         | 3e tour (1/8) V. Ziegenfuss  | L. Charles Sue Mappin       | 1er tour (1/16) Ilana Kloss  | E. Goolagong Peggy Michel | n/a                         | n/a                         |
| 1975  | -                          | -                          | -                           | -                         | -                            | -                           | 2e tour (1/8) Sue Stap       | Sue Barker Glynis Coles   | n/a                         | n/a                         |
| 1976  | -                          | -                          | -                           | -                         | -                            | -                           | 2e tour (1/16) S. Tolleson   | T. Holladay Paula Smith   | n/a                         | n/a                         |
| 1977  | -                          | -                          | -                           | -                         | 2e tour (1/16) V. Ziegenfuss | B. Cuypers Marise Kruger    | 3e tour (1/8) V. Ziegenfuss  | F. Dürr Virginia Wade     | -                           | -                           |
| 1978  | n/a                        | n/a                        | -                           | -                         | -                            | -                           | 3e tour (1/8) B. Cuypers     | F. Dürr Virginia Wade     | -                           | -                           |
| 1979  | n/a                        | n/a                        | -                           | -                         | -                            | -                           | 1er tour (1/32) Linda Siegel | Kathy Jordan Anne Smith   | -                           | -                           |

Sous le résultat, la partenaire ; à droite, l’ultime équipe adverse.

### En double mixte
| Année | Championnat d'Australie Open d'Australie (janvier), | Championnat d'Australie Open d'Australie (janvier), | Internationaux de France | Internationaux de France  | Wimbledon                  | Wimbledon                  | US National US Open         | US National US Open         | Championnat d'Australie Open d'Australie (décembre), | Championnat d'Australie Open d'Australie (décembre), |
| ----- | --------------------------------------------------- | --------------------------------------------------- | ------------------------ | ------------------------- | -------------------------- | -------------------------- | --------------------------- | --------------------------- | ---------------------------------------------------- | ---------------------------------------------------- |
| 1966  | -                                                   | -                                                   | -                        | -                         | 2e tour (1/32) G. Battrick | M. Eisel Robert Howe       | -                           | -                           | n/a                                                  | n/a                                                  |
| 1969  | -                                                   | -                                                   | -                        | -                         | -                          | -                          | 3e tour (1/8) George Taylor | Julie Heldman Torben Ulrich | n/a                                                  | n/a                                                  |
| 1970  | n/a                                                 | n/a                                                 | -                        | -                         | -                          | -                          | 2e tour (1/16) Alex Olmedo  | Pat Walkden Allan Stone     | n/a                                                  | n/a                                                  |
| 1971  | n/a                                                 | n/a                                                 | -                        | -                         | -                          | -                          | 2e tour (1/16) Eric Baer    | Judy Tegart Frew McMillan   | n/a                                                  | n/a                                                  |
| 1972  | n/a                                                 | n/a                                                 | 2e tour (1/8) A. Panatta | Judy Tegart Frew McMillan | -                          | -                          | 3e tour (1/8) Iván Molina   | Chris Evert Jimmy Connors   | n/a                                                  | n/a                                                  |
| 1973  | n/a                                                 | n/a                                                 | 1/2 finale F. Froehling  | F. Dürr J. Barclay        | 2e tour (1/32) Gene Scott  | F. Dürr J. Barclay         | 2e tour (1/8) Gene Scott    | J. Newberry Raúl Ramírez    | n/a                                                  | n/a                                                  |
| 1974  | n/a                                                 | n/a                                                 | -                        | -                         | 4e tour (1/8) Gene Scott   | Olga Morozova A. Metreveli | -                           | -                           | n/a                                                  | n/a                                                  |
| 1975  | n/a                                                 | n/a                                                 | -                        | -                         | -                          | -                          | 1er tour (1/16) Tony Roche  | B. J. King Fred Stolle      | n/a                                                  | n/a                                                  |
| 1976  | n/a                                                 | n/a                                                 | -                        | -                         | -                          | -                          | 1er tour (1/16) Butch Walts | F. Dürr Marty Riessen       | n/a                                                  | n/a                                                  |
| 1977  | n/a                                                 | n/a                                                 | -                        | -                         | 2e tour (1/16) Butch Walts | B. Cuypers B. Mitton       | 1/2 finale Butch Walts      | Betty Stöve Frew McMillan   | n/a                                                  | n/a                                                  |
| 1978  | n/a                                                 | n/a                                                 | -                        | -                         | -                          | -                          | 3e tour (1/8) Butch Walts   | J. Russell R. Carmichael    | n/a                                                  | n/a                                                  |
| 1979  | n/a                                                 | n/a                                                 | -                        | -                         | -                          | -                          | 1/4 de finale Butch Walts   | R. Richards Ilie Năstase    | n/a                                                  | n/a                                                  |

Sous le résultat, le partenaire ; à droite, l’ultime équipe adverse.

## Parcours aux Masters

### En simple dames
| # | Date       | Nom de l'édition                         | ($)     | Surface         | Résultat              | Ultime adversaire   | Score     |          |
| - | ---------- | ---------------------------------------- | ------- | --------------- | --------------------- | ------------------- | --------- | -------- |
| 1 | 15/10/1973 | Virginia Slims Championships, Boca Raton | 110 000 | Terre (ext.)    | 1er tour (1/16)       | Chris Evert         | 6-2, 6-3  | Parcours |
| 2 | 24/03/1977 | Virginia Slims Championships, New York   | 150 000 | Moquette (int.) | Round Robin (défaite) | Sue Barker          | 6-1, 7-61 | Parcours |
| 2 | 24/03/1977 | Virginia Slims Championships, New York   | 150 000 | Moquette (int.) | Round Robin (défaite) | Martina Navrátilová | 6-3, 6-1  | Parcours |
| 2 | 24/03/1977 | Virginia Slims Championships, New York   | 150 000 | Moquette (int.) | Round Robin (défaite) | Betty Stöve         | 6-3, 6-4  | Parcours |

### En double dames
| # | Date       | Nom de l'édition                         | ($)     | Surface         | Résultat       | Partenaire         | Ultimes adversaires               | Score         |          |
| - | ---------- | ---------------------------------------- | ------- | --------------- | -------------- | ------------------ | --------------------------------- | ------------- | -------- |
| 1 | 15/10/1973 | Virginia Slims Championships Boca Raton  | 110 000 | Terre (ext.)    | 1er tour (1/8) | Laura duPont       | Rosie Casals Margaret Smith Court | 6-2, 4-6, 6-4 | Parcours |
| 2 | 14/10/1974 | Virginia Slims Championships Los Angeles | 100 000 | Moquette (int.) | 1/2 finale     | Valerie Ziegenfuss | Rosie Casals Billie Jean King     | 6-2, 6-4      | Parcours |
| 3 | 04/04/1977 | Bridgestone Doubles Tokyo                | 100 000 |                 | 1/4 de finale  | Valerie Ziegenfuss | Rosie Casals Billie Jean King     | 6-1, 6-2      | Parcours |
| 4 | 03/04/1978 | Bridgestone Doubles Salt Lake City       | 100 000 | Moquette (int.) | 1/4 de finale  | Janet Newberry     | Kerry Reid Wendy Turnbull         | 6-3, 7-5      | Parcours |